# Göttinger Digitalisierungszentrum
O Centro de Digitalização de Göttingen (em alemão Göttinger Digitalisierungszentrum, GDZ)  é um centro da Biblioteca Estadual e Universitária da Baixa Saxônia em Göttingen (SUB Göttingen) de retrodigitalização e arquivamento de livros e periódicos históricos. Foi fundado em 1997 sob os auspícios de Elmar Mittler com financiamento da Deutsche Forschungsgemeinschaft.
As colecções digitais da GDZ incluem autobiografias, documentos de viagem, mapas, periódicos matemáticos, norte-americanos, história da ciência e zoologia, num total de mais de 8900 livros.